# Lliga Musulmana del Pakistan (N)
La Lliga Musulmana del Pakistan (N) (LMP (N)) (en Urdu: (پاکستان مسلم ليگ (ن)) és un important partit polític de centredreta del Pakistan. Ha estat dirigit per Fida Mohammad Khan, després per Nawaz Sharif, Shehbaz Sharif i Javed Hashmi. Té més del 19 % de representació al parlament del Pakistan (Assemblea Nacional de Pakistan i Senat del Pakistan).